# Христо Нейков
 Тази статия е за софийският художник.  За воденският деец на ВМОРО вижте Христо Нейков (революционер).  
Христо Нейков Нейков (известен и като Ичо Нейков) е български художник – график и илюстратор, народен художник.

## Биография
Роден е на 23 октомври 1929 г. в София. През 1953 г. завършва специалности графика и илюстрация в Художествената академия в класа на проф. Илия Бешков. От 1964 г. е член на БКП. През 1960 г. става член на Управителния съвет на СБХ, през 1970 г. негов заместник-председател, а през 1985 г. – председател. Многократно е избиран за председател на секция „Графика“. От 1983 до 1985 г. е ректор на ВИИИ „Н. Павлович“. Член е на пленума на партийния комитет на БКП в район „Васил Левски“ и пленума на Градския комитет на БКП в София. От 1986 до 1990 г. е кандидат-член на ЦК на БКП.
Твори в областта на кавалетната графика, като предпочитаните му техники са литографията, офорта, рисунката с креда и туш. Илюстрира много книги, сред които:
- „Записки по българските въстания“ от Захари Стоянов, 1953
- „За свободата“ от Стефан Дичев, 1954
- „Паметен ден“ от Николай Марангозов, 1958
- „Под игото“ от Иван Вазов и „Хайдути“ от Христо Ботев, 1965
- „Ехо от детството“ от Константин Колев и „Разгром“ от Александър Фадеев, 1970
- „Как се каляваше стоманата“ от Николай Островски, 1973
- „Василий Тьоркин“ от Александър Твардовски, 1976 г. и др.

Нейков е носител на множество отличия:
- 1963 – орден „Кирил и Методий“ – II степен
- 1967 и 1968 – награди от СБХ за постижения в илюстрацията
- 1978 – наградата „Борис Ангелушев“ на СБХ
- 1979 – орден „Народна република България“ – I степен
- 1983 – награда „Илия Бешков“ за карикатура.

Христо Нейков е племенник на живописеца Дечко Узунов, брат на графика Атанас Нейков и съпруг на художничката Златка Дъбова.